# David Gámiz
David Gámiz Viana, né le 26 juin 1906 à Murcie (Espagne) et mort le 19 novembre 1989, est un footballeur espagnol qui jouait au poste de milieu de terrain.

## Carrière
Gámiz joue trois saisons en première division avec le CE Europa entre 1928 et 1931. En 1931, l'Europa est relégué en deuxième division.
En 1931, Gámiz, de même que son coéquipier Samuel Escrich, rejoint le FC Barcelone avec qui il ne joue que quatre matchs de championnat.